# Anna Susanne von der Osten
Anna Susanne von der Osten, född 4 februari 1704, död 1 maj 1773, var en dansk hovdam och legatstiftare. 
Hon var dotter till generallöjtnant Christian Georg von der Osten (d. 1735) och Anna Dorothea Gjedde. 
Hon var 1720–1736 hovfröken och 1736–1770 hovmästarinna hos Charlotte Amalie av Danmark. Hon fick 1737 Ordenen de l'Union Parfaite. Hon var fosterförälder till sin släkting Charlotte Baden, som hon presenterade för Charlotte Amelie, som kom att bli Badens mecenat. 
Hon var ogift och dekanesse i adelige frøkenkloster i Uetersen, och grundade år 1770 Stiftelse til adelige Frøkeners Underhold eller Den von Ostenske Stiftelse till försörjning för fattiga ogifta evangelisk-lutherska kvinnor ur adeln, administrerat av Fyns Stiftsøvrighed. 